# Antachara
Antachara é um gênero de traça pertencente à família Arctiidae.